# إليزابيث هولواي مارستون
إليزابيث هولواي مارستون (بالإنجليزية: Elizabeth Holloway Marston)‏ هي عالمة نفس أمريكية، ولدت في 20 فبراير 1893 في جزيرة مان في المملكة المتحدة، وتوفيت في 27 مارس 1993 في نيويورك في الولايات المتحدة.